# Lira delle Due Sicilie
La lira fu la valuta usata nel Regno delle Due Sicilie napoleonico durante la reggenza di Gioacchino Murat. La nuova monetazione decimale basata sulla lira fu introdotta con il decreto del 19 maggio 1811 e le sue monete furono coniate tra il 1812 ed il 1815. Era suddivisa in 100 centesimi e aveva lo stesso valore del franco francese e della lira italiana napoleonica. Nel 1815 con la caduta di Murat fu ripristinata la monetazione tradizionale dei Borbone di Napoli, con il nuovo ducato delle Due Sicilie. La coniazione seguiva quella del franco germinale diffusa in Europa dalle guerre napoleoniche.

## Monete
Furono emesse le monete da 40 e 20 lire in oro, da 5, 2, 1 e ½ lira in argento e da 10, 5 e 3 centesimi in rame.

### Oro
Nel 1810 furono coniate 18 monete da 40 franchi d'oro di prova. Questa prova recava al dritto il ritratto del re volto a sinistra e la legenda: gioacchino napoleone re del. due sici, mentre al rovescio era indicato al ventro il valore su due linee ed intorno:prin. e grand'ammi. di fran. (Principe e Grand'Ammiraglio di Francia). In una delle due varianti sono presenti le sigle dell'incisore N M (Nicola Morghen).
La moneta entrata in circolazione nel 1813 valeva invece 40 lire, aveva un ritratto simile ma la legenda al dritto era: gioacchino napoleone ed al rovescio regno delle due sicilie. Nel contorno in incuso, dio protegge il regno.
L'altra moneta d'oro, quella da 20 lire, fu coniata nel 1813 ed ha caratteristiche analoghe a quella da 40 lire.

### Argento
La moneta da 5 lire fu coniata nel 1812/1813. Al dritto aveva il ritratto di Murat volto a destra ed intorno la legenda gioacchino napoleone. Al rovescio le stemma ed in basso il valore; intorno regno delle due sicilie.
Le monete da 2, 1 e ½ lira avevano tutte il dritto uguale a quella da 5 lire mentre il rovescio presentava il valore al posto dello stemma.
La coniazione fu effettuata negli anni 1812 e 1813.

### Rame
I pezzi in rame furono da 10, 5 e 3 centesimi. Tutti recavano al dritto la testa nuda del Re volto a sinistra ed il valore al rovescio. Furono coniati nel 1813.